# Vähä-Varestus
Vähä-Varestus (finska: Tuusi) är en ö i Finland.   Den ligger i kommunen Nystad i den ekonomiska regionen Nystadsregionen och landskapet Egentliga Finland, i den sydvästra delen av landet, 210 km väster om huvudstaden Helsingfors.
Terrängen på Vähä-Varestus är mycket platt.